# Swedish House Mafia
Swedish House Mafia è un supergruppo house svedese fondato nel 2009 da tre DJ producer: Axwell, Steve Angello e Sebastian Ingrosso.
Il 23 giugno 2012, il trio ha annunciato lo scioglimento. L'ultima esibizione prima della separazione è avvenuta il 24 marzo 2013 all'Ultra Music Festival di Miami. Per i successivi cinque anni, Angello ha lavorato da solista, mentre Axwell e Ingrosso hanno formato il duo Axwell Λ Ingrosso.
Il 25 marzo 2018, cinque anni dopo la loro ultima apparizione insieme, nello stesso palco della loro ultima performance, il trio si è riunito con un concerto di chiusura a sorpresa in occasione del ventesimo anniversario dell'Ultra Music Festival di Miami. Il 22 ottobre dello stesso anno hanno pubblicato un video sul web e poco dopo, sempre utilizzando i loro canali social, hanno annunciato il Save the World Reunion Tour, che si è tenuto nel 2019.
Per molti anni il trio è entrato nella classifica annuale inerente ai migliori 100 DJ stilata da DJ Magazine, con il piazzamento più alto al numero 10 nel 2011.

## Storia

### Il debutto e il successo

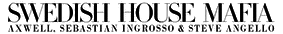
Logo utilizzato fino al 2013

I tre DJ hanno iniziato a collaborare assieme già nel 2007, quando hanno pubblicato il singolo Get Dumb insieme al DJ olandese Laidback Luke. La collaborazione si è rinnovata due anni più tardi con il singolo Leave the World Behind, anch'esso realizzato insieme a Laidback Luke e che ha visto la partecipazione vocale di Deborah Cox.
Il 26 aprile 2010 il trio ha diffuso il primo singolo a nome Swedish House Mafia, ovvero One, il quale ha riscosso ottimi risultati di vendita, raggiungendo la vetta della classifica olandese. Conseguentemente a questo successo, il trio ne ha inciso una nuova versione insieme al rapper Pharrell Williams, intitolata One (Your Name). Il 30 agosto dello stesso anno è stato pubblicato il secondo singolo Miami 2 Ibiza, in collaborazione con Tinie Tempah, che ha bissato il risultato del brano precedente raggiungendo la vetta della classifica dei Paesi Bassi.
Nel mese di settembre 2010 è uscito il documentario Take One: A Documentary Film About Swedish House Mafia, mentre il mese successivo è stata resa disponibile la raccolta Until One, contenente una selezione di brani di artisti vari e delle principali produzioni del trio.
Nel 2011 il trio è stato inserito al decimo posto della classifica dei migliori 100 DJ stilata da DJ Magazine. Il 19 settembre 2011 attraverso lo show di Pete Tong su Radio1 BBC ed i vari social network, annunciano un concerto al Madison Square Garden di New York il 16 dicembre dello stesso anno. Suonano davanti a 20 000 persone sold out in soli 10 minuti. Assieme a questa notizia, i tre DJ annunciano un altro live storico al National Bowl di Milton Keynes il 14 luglio 2012.
Successivamente, il singolo Save the World ha ricevuto una nomination per i Grammy Awards 2012 nella categoria "Best Dance Recording".

### Lo scioglimento

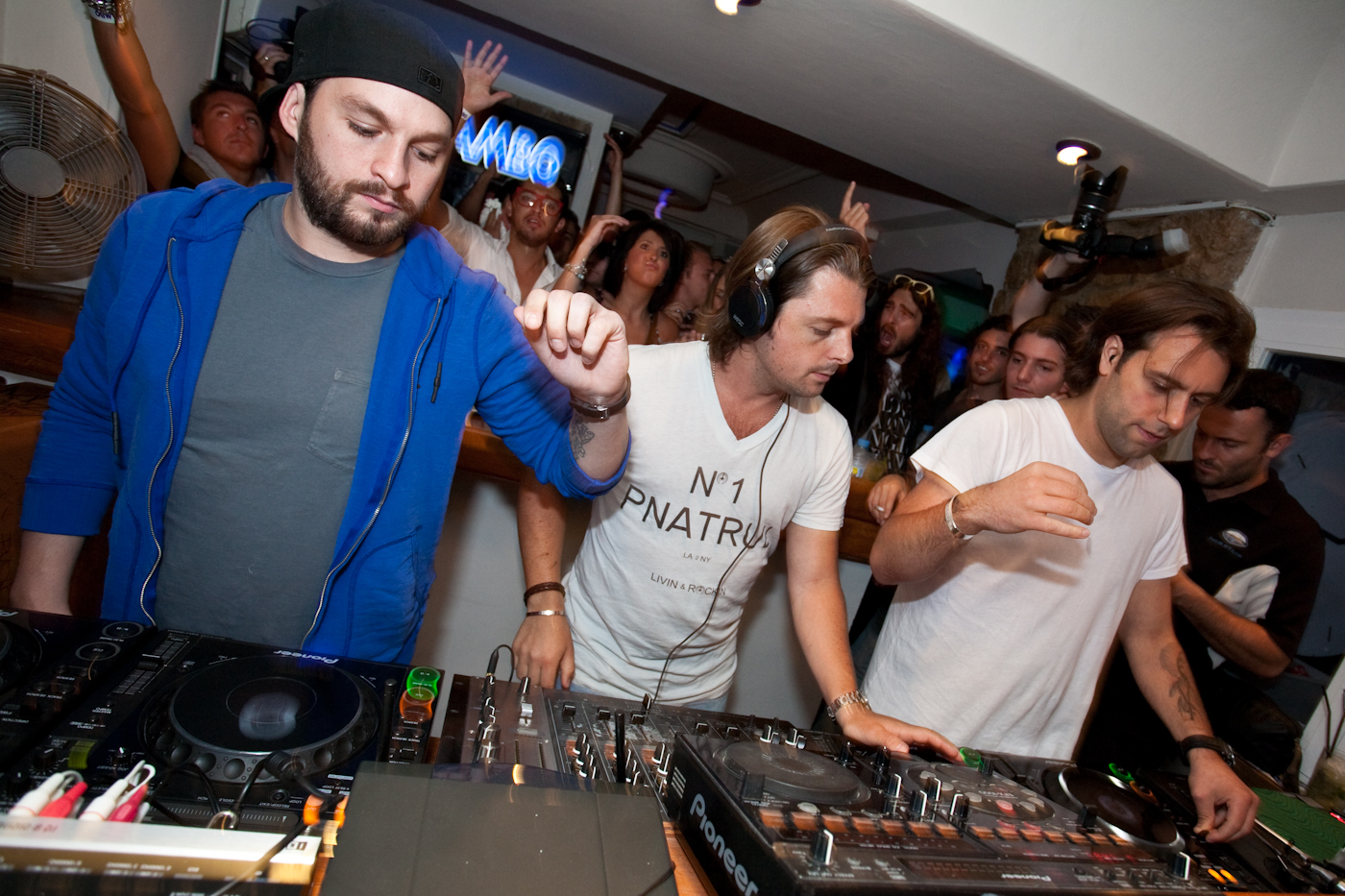
Swedish House Mafia durante il One Last Tour al Cafe Mambo

Il 23 giugno 2012 il gruppo ha annunciato lo scioglimento, con un comunicato sul loro sito ufficiale, che sarebbe avvenuto nel 2013 giunto al termine l'ultimo tour chiamato One Last Tour. Con 50 concerti in 26 diversi paesi, il tour riuscì a vendere più di un milione di biglietti in una sola settimana. Assieme a questa notizia annunciarono anche la seconda raccolta Until Now, uscita il 19 ottobre 2012 e composta da una selezione dei brani suonati dagli Swedish House Mafia nei loro set. L'ultimo live si è svolto a Miami, in occasione dell'ultima giornata dell'Ultra Music Festival, il 24 marzo 2013.
A distanza di un anno, ricevettero un'altra candidatura per i Grammy Awards 2013 nella categoria Best Dance Recording con il singolo Don't You Worry Child.
A marzo 2014 è uscito il loro film-documentario intitolato Leave the World Behind. Prima dell'uscita ufficiale verranno pubblicati alcuni spezzoni da circa 40 secondi l'uno sul loro canale YouTube. Nel giugno del 2014 due degli ex-componenti degli Swedish House Mafia, Axwell e Sebastian Ingrosso, sono tornati insieme per formare il gruppo Axwell Ʌ Ingrosso. Il duo ha debuttato il 26 novembre dello stesso anno con il singolo Something New.

### Reunion

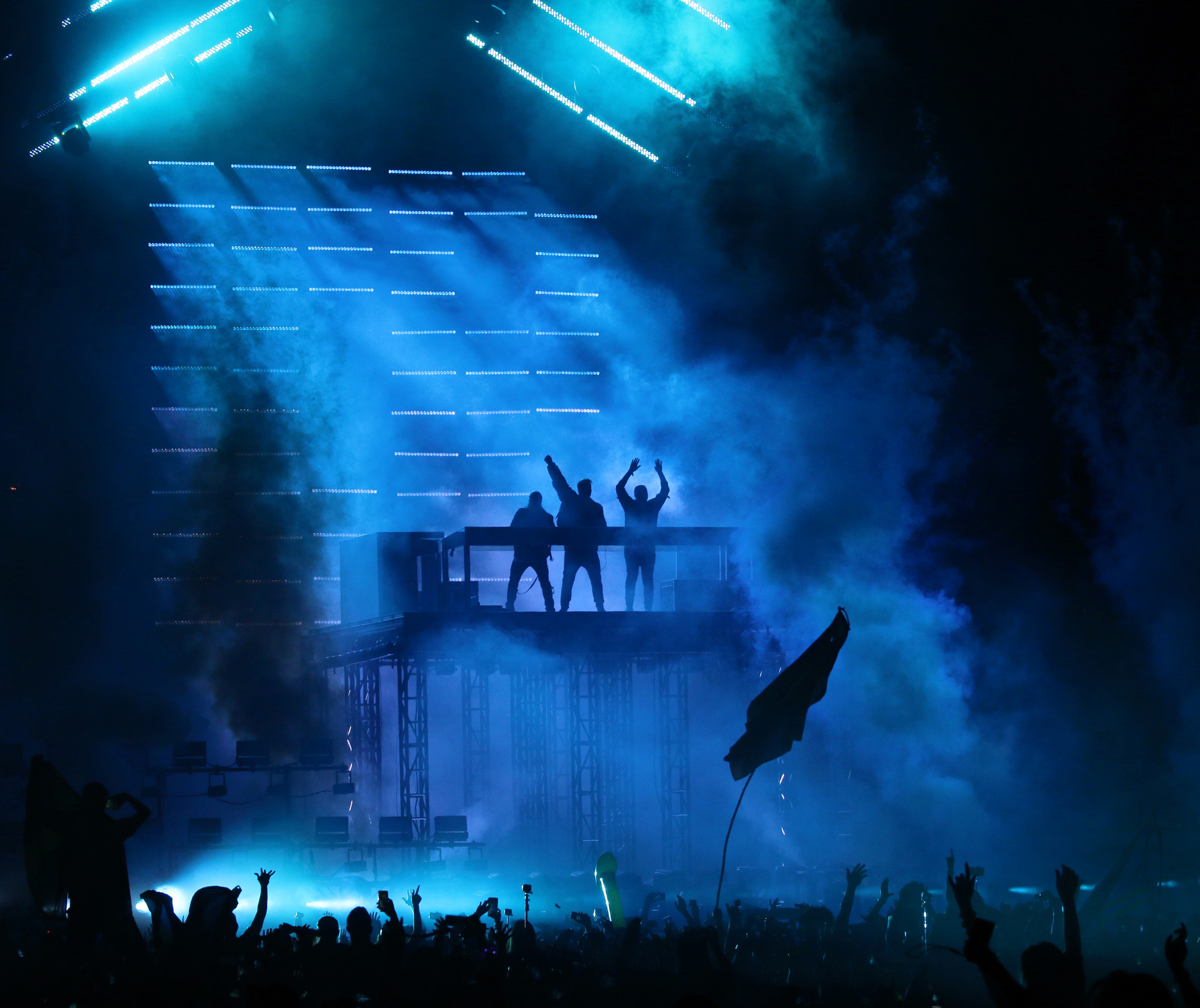
Swedish House Mafia durante la loro performance all'Ultra Miami 2018

Il 25 marzo 2018 è arrivata la conferma che gli Swedish House Mafia si sarebbero esibiti all'Ultra Miami 2018, annunciata dall'edizione tedesca di DJ Magazine appena 24 ore prima dello show. Il set si è aperto, dopo una pausa di 30 minuti dall'ultima esibizione, con il brano Miami 2 Ibiza; durante lo spettacolo sono stati suonati pezzi degli Swedish House Mafia insieme alle produzioni dei progetti solisti dei singoli artisti, sia vecchi che nuovi, tra cui i successi Save the World e Don't You Worry Child che, come nel 2013, si sono conclusi con un'enorme ovazione da parte del pubblico. La performance si è conclusa con un bis di One (Your Name), missato con Dream Bigger. La rivista statunitense Billboard ha in seguito definito l'esibizione «un'esperienza storica» tra tutte quelle del festival.
Durante uno show di Axwell Ʌ Ingrosso tenutosi a New York il 27 maggio 2018, il duo ha anticipato un tour del trio previsto per il 2019, con Axwell che ha chiesto al pubblico poco prima della conclusione: «Adesso cosa facciamo? Questa è una bella domanda. Non era mai successo prima. Vogliamo mica annullare il concerto degli Swedish House Mafia che stiamo preparando per il prossimo anno? Non siamo certi che siano pronti per gli Swedish House Mafia nel 2019». L'annuncio è stato poi confermato da Steve Angello in un'intervista al Sydsvenskan dove ha detto: «Sta succedendo, ovviamente... Non sveleremo tutti i dettagli, ma torneremo nel 2019». Il 15 agosto 2018 lo stesso Angello ha confermato, durante un'intervista al Dagens Nyheter, che il trio stava lavorando a nuova musica e nello stesso mese viene annunciata la pausa degli Axwell Λ Ingrosso al fine di concentrare il duo sulla reunion degli Swedish House Mafia. Angello ha anche confermato uno spettacolo in Messico per il tour del 2019, in più ha affermato che il gruppo avrebbe suonato al Tomorrowland 2019 «con tutto quanto necessario».
Il 20 ottobre, gli Swedish House Mafia sono stati inseriti alla posizione 63ª della Top 100 DJs stilata da DJ Magazine. Lo stesso giorno hanno annunciato che gli spettacoli a Stoccolma si sarebbero tenuti come parte del loro tour del 2019. Il 22 ottobre, dopo aver diffuso un annuncio tramite il proprio sito web, gli Swedish House Mafia hanno confermato che il loro show a Stoccolma si sarebbe tenuto il 4 maggio 2019 alla Tele2 Arena. La settimana successiva sono state aggiunte ulteriori due date, 2 e 3 maggio, a causa della grande richiesta per lo spettacolo. L'8 novembre, tramite un post su Twitter e diversi cartelloni teaser affissi lungo Città del Messico avvistati nel corso della settimana, gli Swedish House Mafia hanno confermato il loro show in Messico che si sarebbe tenuto il 18 maggio seguente al Foro Sol della capitale, annunciando quindi la seconda tappa del loro tour. Il 28 novembre, il gruppo ha annunciato altre quattro date e che avrebbe suonato a Tinderbox, Stavernfestivalen, Frequency Festival e Creamfields nell'estate di quell'anno; in particolare sarebbe stato headliner di quest'ultimo, chiudendo lo show il 25 agosto. Si è trattato del loro primo spettacolo in Regno Unito dal 2012.
L'11 aprile 2019, il singolo One del 2010 è stato proclamato "canzone dance più iconica di tutti i tempi" dopo un sondaggio per il 15º anniversario di Tomorrowland. Più tardi quel mese è stato annunciato che una rielaborazione orchestrale del brano, eseguita da Jacob Mühlrad, avrebbe debuttato il 2 maggio alla Tele2 Arena e sarebbe diventata la canzone centrale del tour. In aprile, è stata anche annunciata una performance di una notte all'Ushuaïa come parte del loro tour.

### Save the World Tour
A ottobre, qualche settimana prima dell'ADE, sono trapelate alcuni indiscrezioni sul loro futuro tour con la comparsa di un countdown sul loro sito e sui loro social. Allo scadere del conto alla rovescia, il 22 ottobre è stata annunciata la prima data del tour alla Tele2 Arena di Stoccolma. Dal mese di novembre rivelano nuove date in Messico, Danimarca, Polonia, Norvegia, Croazia, Svizzera, Austria, Regno Unito, Germania e Singapore. Nel mese di aprile rivelano un'unica data il 26 luglio all'Ushuaïa Ibiza.
Il 2 maggio 2019 il trio ha suonato il primo dei tre spettacoli alla Tele2 Arena di Stoccolma come parte della tournée del 2019, che ha preso il nome di Save the World. Le tre notti hanno visto un nuovo design del palcoscenico con proiezioni da parete a parete e una piattaforma integrata nel palco. La loro configurazione cambiò anche aggiungendo campionatori di batteria gestiti da Ingrosso e un sintetizzatore gestito da Axwell sui lati opposti del palco, mentre Angello era nel mezzo con i CDJ e tutti e tre si incontravano nel mezzo con il DJ. Circa 120 000 persone hanno visto il primo spettacolo del gruppo dopo Ultra Miami 2018. Sulla base della promessa di nuova musica, sono stati riprodotti due brani inediti durante l'evento. La rivista britannica EDM e Clubbing Mixmag hanno descritto l'evento come uno «spettacolo di ritorno storico» e ci si è incontrati con «applausi assordanti» dei fan. Il 18 maggio, il gruppo ha tenuto un'esibizione presso il Foro Sol di Città del Messico, mentre il 29 giugno hanno chiuso la serata al Tinderbox. Hanno anche suonato all'Open'er Festival in Polonia. Il giorno dopo essersi esibiti a Stavernfestivalen il 12 luglio 2019, gli Swedish House Mafia ha diffuso su Instagram l'audio di un brano inedito intitolato Frankenstein e realizzato con ASAP Rocky; esso è stato presentato per la prima volta dal vivo il 14 luglio seguente all'Ultra Europe 2019. Verso la fine di luglio il gruppo suonò durante una residenza di una notte a Ushuaïa, Ibiza, a cui si esibivano in un party speciale. Dopo essersi esibito a Zurigo Al festival Open Air, gli Swedish House Mafia è tornata nel Regno Unito per chiudere Creamfields il 25 agosto 2019 - la loro prima esibizione nel Regno Unito in sei anni. Il gruppo ha occupato l'Arc Stage del festival per l'intera giornata, richiedendo quel tempo per allestire elaborati articoli pirotecnici per il loro spettacolo di 90 minuti. La loro esibizione di fronte a 80.000 fan è stata accolta con molta anticipazione ed eccitazione soprattutto dopo i rumori della cancellazione. Il 7 settembre 2019 si esibiscono al Lollapalooza a Berlino. Il 20 settembre 2019 gli Swedish House Mafia ha concluso il suo tour con l'apertura del Gran Premio di Singapore 2019.

### Paradise Again

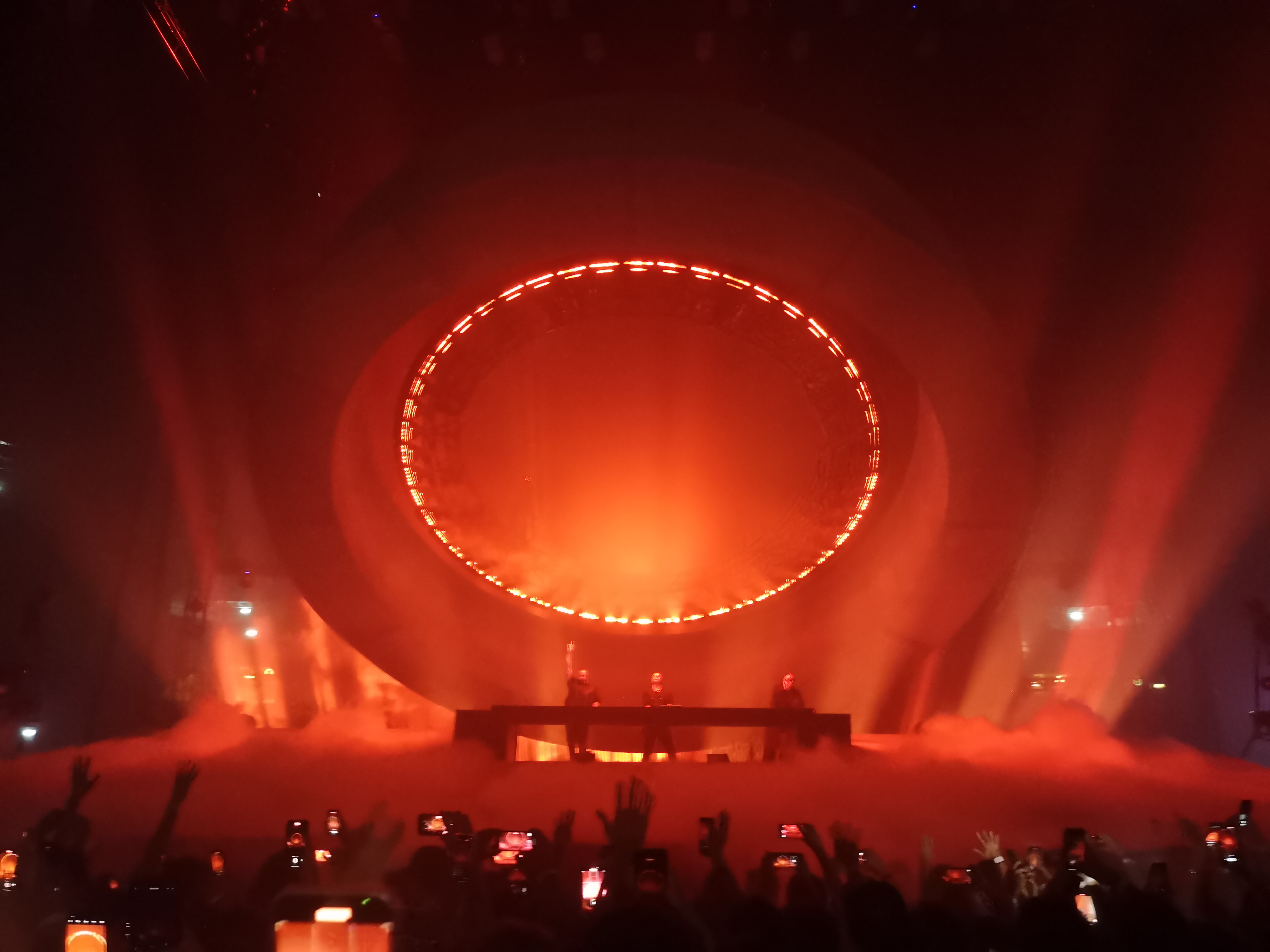
Il trio in concerto ad Assago nel 2022

Nel novembre 2019 dall'account Instagram degli Swedish House Mafia vengono nascosti tutti i post iniziando un silenzio stampa. Il mese seguente è stato rivelato che il trio si sarebbe esibito al Diriyah Season Festival in Arabia Saudita, il loro primo spettacolo dopo il reunion tour.
Nel febbraio 2021 sono stati diffusi alcuni video dal direttore artistico del gruppo Alexander Wessely e dal manager Max Holmstrand che mostrano il gruppo al lavoro su nuova musica. Un mese più tardi viene annunciata la firma con la Columbia Records, mentre in aprile 2021 il trio ha stretto un accordo con Wassim "Sal" Slaiby della XO come manager dopo aver reciso l'accordo con Columbia & Patriot Management. Si vociferava anche che il trio avesse stretto un contratto con Universal Music Group dopo che gli svedesi sono stati aggiunti al loro sito e un brano intitolato Not Yesterday è stato registrato su ASCAP con crediti ai collaboratori di vecchia data degli SHM come Vargas & Lagola e 070 Shake.
Il 15 luglio 2021 gli Swedish House Mafia hanno pubblicato il singolo It Gets Better e annunciato il titolo del loro album di debutto, Paradise Again. Quattro giorni dopo è stata la volta di Lifetime, che ha visto la partecipazione vocale di Ty Dolla Sign e 070 Shake, presentato al The Tonight Show con Jimmy Fallon il 19 luglio 2021. Agli MTV Video Music Awards 2021, il trio ha presentato una piccola anticipazione del singolo Moth to a Flame, che vede la collaborazione di The Weeknd; il brano è stato dapprima presentato nel podcast Memento Mori del 21 ottobre 2021 e poi pubblicato digitalmente il giorno successivo. Il 1º gennaio 2022 è stato pubblicato One Symphony, versione orchestrale di One in collaborazione con Jacob Mühlrad, seguito a febbraio dal quarto singolo da Paradise Again, Redlight con Sting.
Paradise Again è stato pubblicato il 15 aprile e si compone di diciassette brani, tra cui i quattro singoli usciti tra il 2021 e il 2022, ed è stato promosso da un'estesa tournée mondiale svoltasi tra luglio e novembre in America del Nord ed Europa.

## Formazione
- Axwell
- Sebastian Ingrosso
- Steve Angello

## Discografia

### Album in studio
- 2022 – Paradise Again

### Album dal vivo
- 2014 – One Last Tour
- 2023 – Paradise Again: The Live Album

### Raccolte
- 2010 – Until One
- 2012 – Until Now

### Singoli
- 2010 – One
- 2010 – Miami 2 Ibiza (con Tinie Tempah)
- 2011 – Save the World
- 2011 – Antidote (con i Knife Party)
- 2012 – Greyhound
- 2012 – Don't You Worry Child (feat. John Martin)
- 2021 – It Gets Better
- 2021 – Lifetime (feat. Ty Dolla Sign e 070 Shake)
- 2021 – Moth to a Flame (con The Weeknd)
- 2022 – Redlight (con Sting)
- 2022 – Heaven Takes You Home (con Connie Constance)
- 2022 – Turn On the Lights Again.. (con Fred Again feat. Future)
- 2023 – See the Light (feat. Fridayy)
- 2023 – Ray of Solar
- 2024 – Lioness (con Niki & The Dove)
- 2024 – Finally (con Alicia Keys)
- 2025 – Wait So Long

### Produzioni
- 2012 – Usher – Numb (con Alesso)
- 2012 – Usher – Euphoria
- 2022 – The Weeknd – How Do I Make You Love Me?
- 2022 – The Weeknd – Sacrifice
- 2022 – The Weeknd – Nothing Is Lost (You Give Me Strength) (con Simon Franglen)
- 2025 – The Weeknd – Closing Night
- 2025 – Mike Posner – Underneath It All

### Remix
- 2011 – Coldplay – Every Teardrop Is a Waterfall
- 2022 – The Weeknd – Sacrifice

## Tournée
- 2009/10 – Take One Tour
- 2012/13 – One Last Tour
- 2019 – Save the World Reunion Tour
- 2022 – Paradise Again World Tour